# Life After Death (The Notorious B.I.G.)
Life After Death is het tweede album van de Amerikaanse rapper The Notorious B.I.G.. Het album werd uitgegeven op 25 maart 1997, kort na zijn dood, door Bad Boy Records. Dit is het laatste album van Notorious B.I.G. In 2000 kreeg het album van de Recording Industry Association of America de diamanten status vanwege vijf miljoen verkochte exemplaren. Life After Death behoort tot de best verkopende rap-albums aller tijden. Het album is de opvolger van zijn debuutalbum, Ready to Die.

## Nummers
| Nr. | Titel                                          | Duur |
| --- | ---------------------------------------------- | ---- |
| 1.  | Life After Death Intro                         | 1:39 |
| 2.  | Somebody's Gotta Die                           | 4:26 |
| 3.  | Hypnotize                                      | 3:50 |
| 4.  | Kick in the Door                               | 4:47 |
| 5.  | Fuck You Tonight (met R. Kelly)                | 5:45 |
| 6.  | Last Day (met The LOX)                         | 4:19 |
| 7.  | I Love the Dough (met Jay-Z en Angela Winbush) | 5:11 |
| 8.  | What's Beef?                                   | 5:15 |
| 9.  | B.I.G. Interlude                               | 0:48 |
| 10. | Mo Money Mo Problems (met Ma$e en Puff Daddy)  | 4:17 |
| 11. | Niggas Bleed                                   | 4:51 |
| 12. | I Got a Story to Tell                          | 4:42 |

| Nr. | Titel                                                | Duur |
| --- | ---------------------------------------------------- | ---- |
| 1.  | Notorious Thugs (met Bone Thugs-n-Harmony)           | 6:07 |
| 2.  | Miss U                                               | 4:58 |
| 3.  | Another (met Lil' Kim)                               | 4:15 |
| 4.  | Going Back to Cali                                   | 5:07 |
| 5.  | Ten Crack Commandments                               | 3:24 |
| 6.  | Playa Hater                                          | 3:57 |
| 7.  | Nasty Boy                                            | 5:26 |
| 8.  | Sky's the Limit (met 112)                            | 5:29 |
| 9.  | The World Is Filled... (met Too $hort en Puff Daddy) | 4:54 |
| 10. | My Downfall (met D.M.C.)                             | 5:26 |
| 11. | Long Kiss Goodnight                                  | 5:18 |
| 12. | You're Nobody (Til Somebody Kills You)               | 4:52 |

## Charts
| Jaar | Album            | Hoogste positie | Hoogste positie        |
| Jaar | Album            | Billboard 200   | Top R&B/Hip Hop Albums |
| 1997 | Life After Death | 1               | 1                      |